# Morcens
Morcens (en francès Morcenx) és un municipi francès situat al departament de les Landes i a la regió de la Nova Aquitània.

## Demografia
| 1962                                       | 1968  | 1975  | 1982  | 1990  | 1999  | 2007  |
| ------------------------------------------ | ----- | ----- | ----- | ----- | ----- | ----- |
| 4.166                                      | 5.305 | 5.690 | 5.406 | 4.332 | 4.392 | 4.586 |
| Des de 1962: població sense dobles comptes |       |       |       |       |       |       |

## Administració
| Període   | Identitat          | Partit |
| --------- | ------------------ | ------ |
| 1936-1941 | Léon Brouste       |        |
| 1941-1944 | Léon Naureils      |        |
| 1944-1977 | Léon Brouste       | SFIO   |
| 1977-1992 | Henri Scagnamiglio | PS     |
| 1982-1995 | Pierre Cros        | PS     |
| 1995-     | Jean-Claude Deyres | PS     |